# Morior invictus

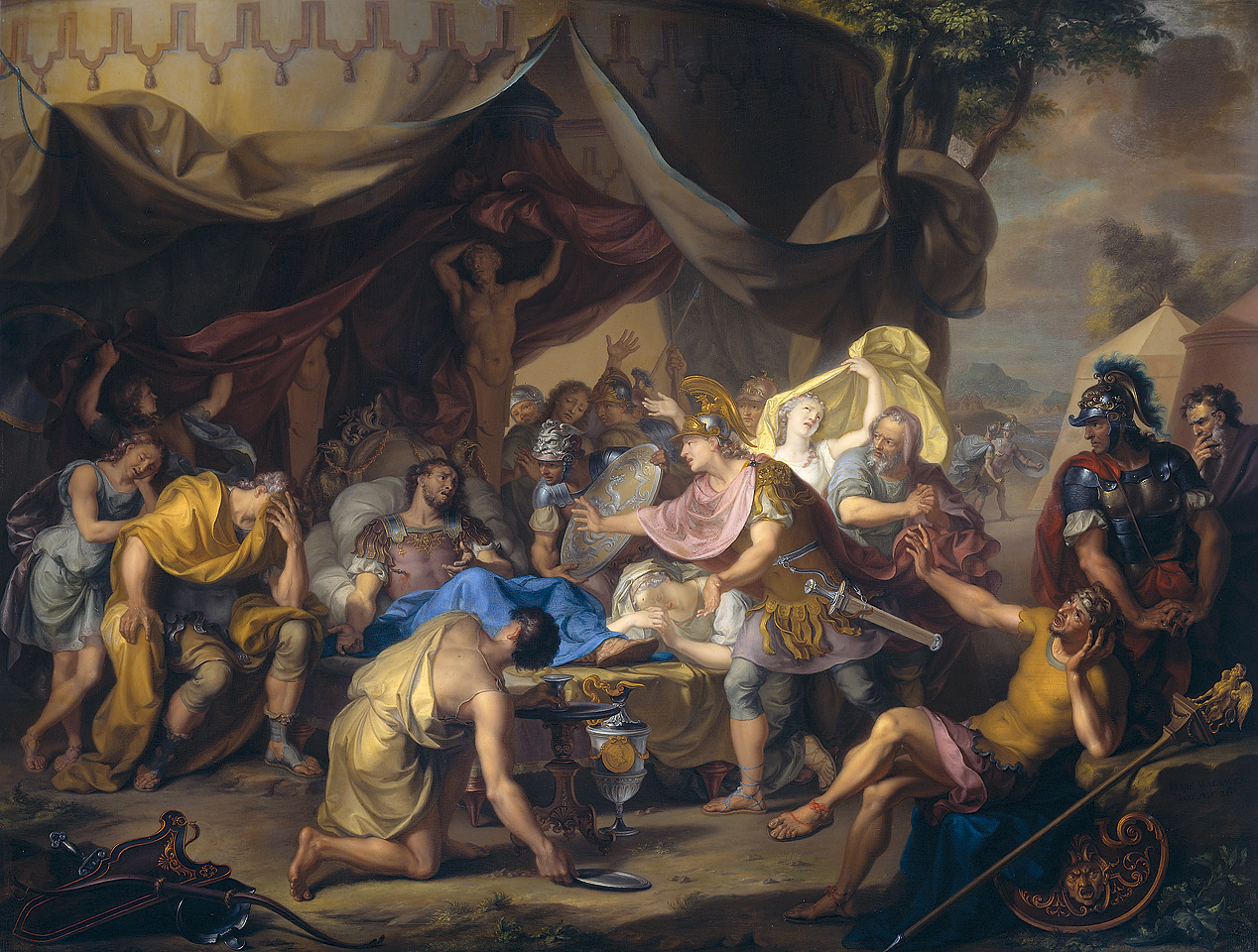
Isaac Walraven, La morte di Epaminonda, 1726

Morior invictus è una locuzione latina che significa "Muoio invitto", cioè "muoio senza essere stato sconfitto". La citazione originale viene attribuita da Cornelio Nepote a Epaminonda, nella sua opera De viris illustribus.